# Утагава Кунихиро
Утагава Кунихиро  (歌川国広, годы творчества 1815—1843) — японский художник укиё-э периода Эдо. Работал в жанре якуся-э.

## Биография
Утагава Кунихиру — представитель четвёртого поколения художников школы Утагава. Он учился в Эдо в мастерской Утагава Тоёкуни II, после окончания перебрался в Осаку.

## Творчество
Кунихиро специализировался в жанре укиё-э — театральной гравюре якуся-э. Изображая актёров традиционно в полный рост, художник пытался передать характерные черты каждого персонажа, его индивидуальность. Известны несколько псевдонимов художников: Такигава, Утагава, Тэнмая. Кунихиро представлял интересный пример соединения творчества и коммерции. Он был вторым в истории укиё-э после Окумура Масанобы художником-владельцем типографии.